# Litoria littlejohni
Litoria littlejohni – gatunek płaza bezogonowego z podrodziny Pelodryadinae w rodzinie rzekotkowatych (Hylidae). 
Żaby te występują na południowo-wschodnim wybrzeżu Australii – we wschodniej części stanu Nowa Południowa Walia.
Dawniej sądzono, że gatunek ten występuje też dalej na południe po wschodnią część stanu Wiktoria, ale w 2020 roku Mahony i inni w oparciu o badania genetyczne ustalili, że populacje z południa zasięgu należą do osobnego gatunku, który nazwano Litoria watsoni.